# Деметрије Хварски
Деметрије Хварски или Деметрије Фароски, такође познат као Димитрије (око 258. п. н. е. - 214. п. н. е.) био је грчки велможа родом из тадашње грчке колоније Фарос (данашњи Хвар). Владао је Хваром као вазал илирског краља Агрона из свог упоришта у данашњем Стариграду. У Првом илирском рату 229-228. п. н. е. је прешао на страну Римљана и омогућио им освајање Коркире, а збогх чега су га Римљани учинили својим клијентом, настојећи тако створити противтежу илирској краљици Теути. Касније је своју позицију међу Илирима консолидовао оженивши се за Агронову удовицу Тритеуту. Постао је после савезник македонског краља Антигона III, помогавши му у рату против спартанског краља Клеомена III, при чему је илирски контингент учествовао у бици код Селасије 222. п. н. е. Деметрије се након тога осетио довољно јаким да почне изазивати ауторитет Рима, односно подржавајући пиратство на Јадрану. Римљани су због тога године 219. п. н. е. против свог бившег клијента покренули Други илирски рат те заузели Хвар и друга Деметријева упоришта. Деметрије је уточиште нашао на двору младог македонског краља Филипа V, кога је настојао наговорити да започне рат против Рима. Погинуо је у покушају да заузме Месену 214. п. н. е.